# Ladislav Kollonics z Kollegrádu
Hrabě Ladislav Kolonič z Kologradu, původně Ladislav, svobodný pán von Zay z Csömöru (německy Ladislaus von Kollonitz de Kollegrád, 4. července 1705 – 6. září 1780, Vídeň) byl uherský šlechtic adoptivní syn arcibiskup Zikmunda Koloniče z Kologradu.

## Život
Narodil se jako Ladislav, svobodný pán von Zay (maďarsky László baró Zay de Csömör), syn Vavřince Zaye svobodného pána z Csömöru (1651–1712) a jeho manželky, Marie Polyxeny Kollonicsové z Kollográdu. Jelikož vídeňský arcibiskup Zikmund Kolonič z Kologradu byl posledním mužským potomkem kdysi rozvětveného rodu Koloničů z Kologradu, hrozil s jeho smrtí zánik celého rodu. Proto mu bylo císařským svolením a diplomem z 12. června 1728 umožněno adoptovat svého (nevlastního synovce) Ladislava svobodného pána von Zay – syna nevlastní sestry svého otce. Arcibiskup Zikmund ustanovil Ladislava univerzálním dědicem všech koloničských panství a majetků, s podmínkou, že v budoucnu bude používat pouze jméno rodu Koloničů a jméno von Zay se zcela vzdá. Na Ladislava přešel také hraběcí titul rodu Koloničů diplomem z 28. června 1728.
Hrabě Ladislav z Koloniče byl od roku 1739 královským dvorním radou v Uhrách a referentem při uherské dvorské kanceláři ve Vídni, od roku 1751 skutečný tajný rada.

### Manželství a potomstvo
Ladislav byl dvakrát ženat a z jeho dvou manželství pocházejí všichni další členové rodu Koloničů až do současnosti.
Jeho první manželkou byla jeho teta, Marie Eleonora hraběnka z Koloniče († 1759), s níž měl deset dětí, mezi nimi:
- Marie Františka (1729–1766), provdaná Falkenhaynová
- Karel Josef (1730–1804)
- Marie Alžběta (1732–1754), provdaná za Jana Josefa z Thun-Hohensteinu
- Marie Terezie, provdaná ze Evžena Václava Bruntálského z Vrbna
- Ladislav (1736–1817), arcibiskup kaločský a biskup velkovaradínský

Jeho druhou manželkou byla Walburga Josefa hraběnka Hamiltonová, která se stala matkou hraběte Maxmilián, rytíře Vojenského řádu Marie Terezie.